# Charles Bérenger
Pour les articles homonymes, voir Bérenger.
Charles Bérenger (né le 23 novembre 1829 à Cagnes-sur-Mer et mort le 13 mars 1913 à Cagnes-sur-Mer) est un homme politique français, sénateur des Alpes-Maritimes sous la Troisième République.

## Biographie
Fils d'un boulanger de Cagnes-sur-Mer, il entre à St-Cyr le 24 octobre 1885. Élu sénateur en avril 1900, en remplacement de Léon Chiris, décédé, il siège parmi les modérés.

## Mandats
- Sénateur des Alpes-Maritimes, 1900-1913.